# LOVB Houston
La LOVB Houston è una franchigia femminile pallavolistica statunitense, con sede a Houston (Texas): milita nella League One Volleyball.

## Storia
La LOVB Houston viene fondata nel marzo 2023, come una delle prime due squadre della neonata League One Volleyball. Si aggiudica subito la LOVB Classic.

## Rosa 2025
| N° | Nome            | Ruolo | Data di nascita  | Nazionalità sportiva |
| -- | --------------- | ----- | ---------------- | -------------------- |
| 1  | Grace Frohling  | O     | 16 aprile 2001   | Stati Uniti          |
| 2  | Karin Palgutová | S     | 12 febbraio 1993 | Slovacchia           |
| 3  | Amber Igiede    | C     | 8 gennaio 2001   | Stati Uniti          |
| 4  | Anna Pogany     | L     | 21 luglio 1994   | Germania             |
| 5  | Jessica Mruzik  | S     | 15 giugno 2002   | Stati Uniti          |
| 7  | Raphaela Folie  | C     | 7 marzo 1991     | Italia               |
| 8  | Christina Bauer | C     | 1º gennaio 1988  | Francia              |
| 9  | Madison Kingdon | S     | 20 aprile 1993   | Stati Uniti          |
| 10 | Kaisa Alanko    | P     | 3 gennaio 1993   | Finlandia            |
| 11 | Anita Anwusi    | C     | 11 giugno 2001   | Stati Uniti          |
| 12 | Micha Hancock   | P     | 10 novembre 1992 | Stati Uniti          |
| 14 | Julia Brown     | S     | 3 febbraio 1996  | Stati Uniti          |
| 17 | Sara Loda       | S     | 22 agosto 1990   | Italia               |
| 18 | Keyla Alves     | L     | 8 gennaio 2000   | Brasile              |
| 23 | Jordan Thompson | O     | 5 maggio 1997    | Stati Uniti          |

## Palmarès
- LOVB Classic: 1

2025